# Kathedrale der Unbefleckten Empfängnis (Peking)

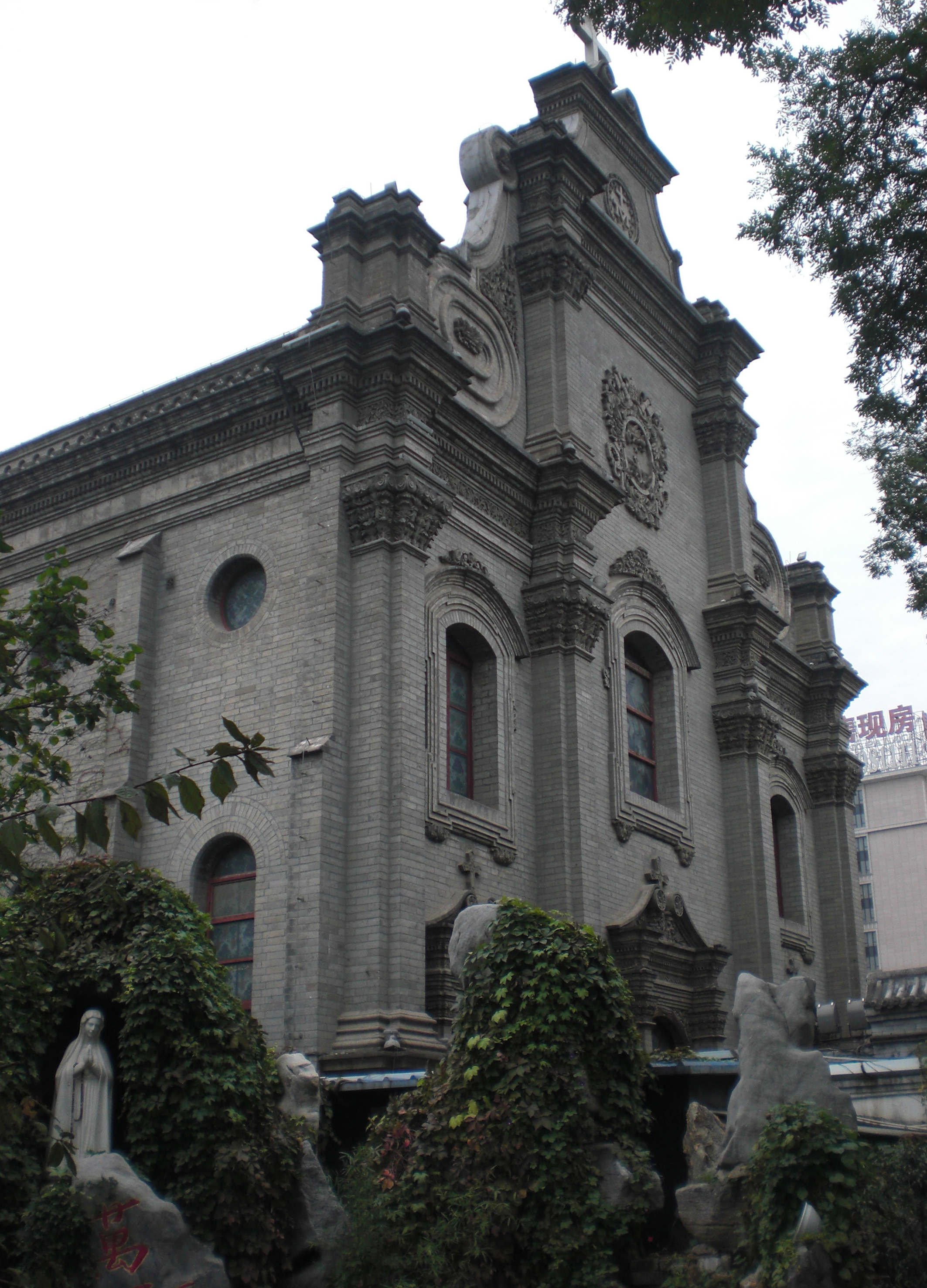
Kathedrale der Unbefleckten Empfängnis in Peking (Nantang), links unten das Standbild der namensgebenden Patronin

Die Kathedrale der Unbefleckten Empfängnis in Peking (chin. 宣武门天主堂 Xuānwǔmén Tiānzhǔtáng), die lokal auch unter dem Namen Nántáng (南堂 „Südkathedrale“, „Südkirche“, „Südliche Kathedrale“) bekannt ist, ist eine römisch-katholische Kirche in Peking, China.
Sie liegt an der Qianmen West Street im Areal von Xuanwumen, Stadtbezirk Xicheng.
Die Kirche ist die Kathedrale des Erzbistums Peking.

## Geschichte
Zunächst wurde von dem italienischen Jesuiten Matteo Ricci an dieser Stätte ein Haus mit einer kleinen Kapelle für seine religiösen Aktivitäten errichtet (1605), die später in der Zeit Qing-Dynastie, im 7. Jahr der Regierungsepoche des Kaisers Shunzhi (1650), unter dem deutschen Jesuiten Johann Adam Schall von Bell erweitert wurde.
Die Kathedrale steht seit 1996 auf der Liste der Denkmäler der Volksrepublik China (4-165).